# The Best of Snežana Đurišić
The Best of Snežana Đurišić је компилација синглова и песама Снежане Ђуришић са албума објављених за Гранд продукцију. Објављена је на два ЦД-а 2017. године за Гранд продукцију. Уз компилацију је објављен и DVD са концерта Снежане Ђуришић у Сава центру 23.02.2015. године са преко педесет нумера.

## Песме

### ЦД 1
| Р. бр. | Песма                     |
| ------ | ------------------------- |
| 1.     | Ниси ме чекао             |
| 2.     | Нико ме није волео као ти |
| 3.     | Робиња                    |
| 4.     | Како да се помирим са тим |
| 5.     | Велика кућа, велики град  |
| 6.     | Добро се оженио           |
| 7.     | Кашичица                  |
| 8.     | Лажеш ме, љубави моја     |
| 9.     | У моје име одустани       |
| 10.    | Љубавне враџбине          |
| 11.    | Да је срце знало          |
| 12.    | Да заиграм                |
| 13.    | Три пута по српски        |
| 14.    | Имуна на тебе             |
| 15.    | Где ћу сама               |
| 16.    | Дуња                      |

### ЦД 2
| Р. бр. | Песма                      |
| ------ | -------------------------- |
| 1.     | Лепи мој                   |
| 2.     | Све је прошло међу нама    |
| 3.     | Буди мушко                 |
| 4.     | Очев завет                 |
| 5.     | За тебе слободна           |
| 6.     | Срећу чине мале ствари     |
| 7.     | Вратићу се                 |
| 8.     | Закукала гора              |
| 9.     | Отвори душу                |
| 10.    | Боли, боли                 |
| 11.    | Често прођем твојом улицом |
| 12.    | Не разумем                 |
| 13.    | Ех, да нисам жена          |
| 14.    | Злато моје                 |
| 15.    | Кандило                    |